# Bingley Peak
Bingley Peak är en bergstopp i Kanada.   Den ligger i provinsen Alberta, i den centrala delen av landet, 3 200 km väster om huvudstaden Ottawa. Toppen på Bingley Peak är 2 438 meter över havet.
Terrängen runt Bingley Peak är bergig åt sydväst, men åt nordost är den kuperad.Trakten runt Bingley Peak är nära nog obefolkad, med mindre än två invånare per kvadratkilometer.. 
I omgivningarna runt Bingley Peak växer i huvudsak barrskog.